# دختر دانا
دختر دانا (انگلیسی: Wise Girl) یک فیلم کمدی رمانتیک آمریکایی به کارگردانی لی جیسون است که در سال ۱۹۳۷ منتشر شد.

## بازیگران
- میریام هاپکینز
- ری میلند
- والتر آبل
- هنری استیونسون
- الک کریگ
- گوین «بیگ بوی» ویلیامز
- مارگارت دومانت
- ژان دو بریاک
- ایوان لبدف
- گرگوری گِـی
- دیک لین
- تام کندی
- جیمز فینلیسون
- فرانک هاگنی